# 安藤瞳
安藤 瞳（あんどう ひとみ、1981年12月24日 - ）は、日本の女優、声優。神奈川県出身。

## 来歴
東洋英和女学院小学部、東洋英和女学院中学部・高等部、東洋英和女学院大学卒業。
小学校時代は、友人ができるのに5年くらいかかり、授業中は空ばかり眺めて教師を困惑させて、休み時間はピンクノートに絵を描くか、図書室で聖書物語の漫画を読むのが好きだったという。
小学3年生くらいの頃、国語の授業で『ちいちゃんのかげおくり』を朗読し、その朗読を聞いていた教師、同級生が笑顔になって褒めてくれたという。
2年に1回行われていた学芸会も好きだった。小学5年生の学芸会の時、配役のオーディションがあったが、結果として役はもらえず、岩①だった。しかしオーディションを見ていたクラスメート何人かが「凄く良かった」と声をかけてくれて、嬉しかったという。芝居をしたいと思うきっかけは「誰かに認めて貰いたい。」とそんなことが原点だったと語る。
青年座研究所卒業（31期）。
2001年、『さよならノーチラス号』で初舞台。
2007年4月から劇団青年座に所属。
オーディションを受けて声優としての活動を始める。

## 人物
特技はスキー、スキューバダイビング。
身長164cm、体重47kg、血液型はA型。
好きな声優、目標にしたい声優に本田貴子を挙げている。

## 出演作品

### 映画
- ABROAD
- 忘れもの
- うまれる
- 「桐島です」[7]

### テレビドラマ
- 相棒 Season14 第3話「死に神」（2015年10月28日、テレビ朝日）
- 大切なことはすべて君が教えてくれた 最終話（2011年3月28日、フジテレビ） - 空港の案内係
- 相棒 Season19（2021年） - 速水十志子 役
- 警視庁ゼロ係〜生活安全課なんでも相談室〜 第5シリーズ（2021年） - 秋元京子 役
- 内田康夫サスペンス 浅見光彦 軽井沢殺人事件（2022年2月28日、テレビ東京）- 大原みどり 役
- 正直不動産 第3話（2022年4月19日、NHK）

### テレビアニメ
- 夏目友人帳 陸（2017年、タマミ）

### 劇場版アニメ
- 8月のシンフォニー -渋谷2002〜2003（2009年、梅沢泉）

### 吹き替え

#### 担当女優
ミア・ワシコウスカ
- アリス・イン・ワンダーランドシリーズ（アリス・キングスレー）
  - アリス・イン・ワンダーランド ※劇場公開版
  - アリス・イン・ワンダーランド/時間の旅

- 欲望のバージニア（バーサ・ミニクス）

#### 映画（吹き替え）
- 憧れのウェディング・ベル
- あの日、欲望の大地で（マリアーナ〈ジェニファー・ローレンス〉）
- アンナ・カレーニナ
- ウェイバック -脱出6500km-（イリーナ〈シアーシャ・ローナン〉）
- エアベンダー（ユエ王女）
- おとなのけんか
- 俺たちチアリーダー!（カーリー〈サラ・ローマー〉）
- ガール・オン・ザ・トレイン（メーガン・ヒプウェル〈ヘイリー・ベネット〉）
- クロース:孤独のボディーガード（ゾーイ・タナー〈ソフィー・ネリッセ〉）
- ケイト
- 殺人の足跡 マーダーランド
- チキンとプラム 〜あるバイオリン弾き、最後の夢〜（リリ〈キアラ・マストロヤンニ〉）
- D-WARS ディー・ウォーズ（サラ）
- パーフェクト・ゲッタウェイ
- ハンナ（ハンナ〈シアーシャ・ローナン〉）
- ミス・ペレグリンと奇妙なこどもたち（オリーヴ〈ローレン・マクロスティ〉）
- ラ・ワン（ジェニー）

#### ドラマ
- iCarly（サブリナ）
- アグリー・ベティ4
- ALPHAS/アルファズ（ダニエル・ソフィア・ローゼン〈キャスリーン・マンロー〉）
- ER XV 緊急救命室（メガン〈ルーニー・マーラ〉）
- 華麗なる遺産（ソヌ・ジョン）
- グッド・ワイフ
- グレイズ・アナトミー7（ケリー）
- 階伯〔ケベク〕（チョヨン）
- ゴースト 〜天国からのささやきシーズン3#15
- コバート・アフェア シーズン2（サルマ）
- ザ・ケープ 漆黒のヒーロー（ダイス〈ミーナ・スヴァーリ〉）
- ザ・パシフィック
- シェイムレス 俺たちに恥はない
- SUITS/スーツ（ケルシー・プライス）
- スーパーナチュラル（チャーリー）
- チャームド 〜魔女3姉妹〜 ファイナル・シーズン（ジェン）
- チング 〜愛と友情の絆〜
- ディフェンダーズ 闘う弁護士
- デスパレートな妻たち8
- 跳べ!ロックガールズ 〜メダルへの誓い（エミリー・クメコ）
- ニュースルーム
- ハーパーズ・アイランド 惨劇の島（ルーシー・ダラモア）
- ハリーズ・ロー 裏通り法律事務所
- HAWAII FIVE-0（キャサリン〈ミシェル・ボース〉）※シーズン2 #4まで
- ヒーロー（チュ・ジェイン）
- BELOW THE SURFACE深層の8日間（ルイーセ・ファルク〈サーラ・ヨート・ディトレセン〉[9]）
- プライベート・プラクティス 迷えるオトナたち
- マスケティアーズ パリの四銃士 第14話「天使が見た悪夢」（エミリー）
- ユーリカ シーズン3（ジュリア）
- ユーリカ シーズン4（ホリー・マーテン博士）

### 舞台
- 赤シャツ（マドンナ）
- あおげばとうとし（吉田町子）
- 見よ、飛行機の高く飛べるを
- さよならノーチラス号
- ジョバンニの父への旅
- TWO
- はこび屋に運ばれて
- パンドラの瞳
- マニラ瑞穂記
- 舞台「宇宙よりも遠い場所」（2023年）小淵沢貴子 役[10]
- 舞台「あねさきの風 〜学び直しで立ち直った不良たちと学校の物語〜」（2024年）[11]
- ニ十一時、宝来館（2024年）[12]
- 諸国を遍歴する二人の騎士の物語（2024年）[13]

### 学習参考書
- システム英単語（改訂新版）CD（駿台文庫）